# Ajethotep
| t | G25 | Htp · t · p | A1 |

| t | G25 | Htp · t · p | A1 |

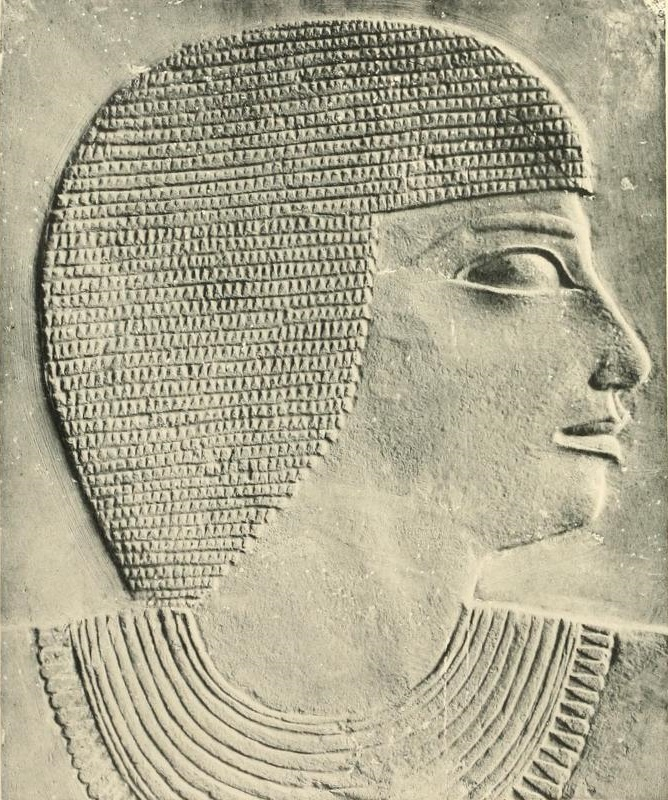
Relieve de Ajethotep, de su mastaba.

Ajethotep fue un alto dignatario del Egipto Antiguo que vivió durante la dinastía V, alrededor de 2400 a. C. Probablemente era hijo de la célebre médica Peseshet.
Su nombre, que significa 'el Dios del Horizonte es perfecto' o 'el ojo de Horus se conserva', es común, conociéndose varios homónimos en Saqqara. Sus títulos, poco significativos indican su rango y estatus como cortesano real. Ejerció algún sacerdocio relacionado con el mundo médico.

## Genealogía
A pesar de los diecisiete títulos descubiertos en las inscripciones de su capilla funeraria, Ajethotep, permanece un cierto misterio. Entre sus títulos estaba el de chaty, lo que le convertía en el oficial de mayor rango de la corte real, solo segundo después del rey. También fue supervisor de los tesoros, supervisor de los escribas de los documentos del rey y supervisor de los graneros. Su padre también fue chaty.
Solo tres de sus hijos son mencionados en su tumba: Sunjuptah, Rajuef, jefe de los médicos y Ajethotep, inspector de médicos. También tenía otro hijo, Ptahhotep Tshefi (Ptahhotep II). Ptahhotep y Ajethotep fueron altos oficiales de la corte durante el gobierno de Dyedkara Isesi (2414-2375 a. C.) y de Unis, hacia los finales de la dinastía V (2494 a 2345 a. C.).

## Tumba
Es sobre todo conocido por su tumba, descubierta en Saqqara por el egiptólogo francés Georges Aaron Bénédite en 1903. Fue registrada por Auguste Mariette y fue publicada por N. de Garis Davies. Es una mastaba unida perteneciente a Ptahhotep y a Ajethotep que se encuentra a lo largo de la calzada de Unis y fue identificada y explorada tempranamente en la historia del Servicio de Antigüedades de Egipto. La capilla de culto del dignatario, de pequeñas dimensiones, fue ofrecida a Francia por Egipto y transportada al Museo del Louvre a principios del siglo XX. Entonces se perdió el rastro de la tumba. A fines del mismo siglo, el Louvre organizó una serie de campañas de excavación, encontró la ubicación de la tumba y continuó su exploración. Una de las representaciones más destacadas en las paredes de la tumba consiste en Ajethotep dirigiendo la construcción de la tumba.